# Sumoan
Sumoan (Suman), skupina indijanskih plemena i jezika porodice Misuluan nastanjenih u kišnim šumama Nikaragve i Hondurasa. jezično su podijeljeni na dvije podskupine, to su: a) Sumo sa: Bawihka ili Bauihca, Boa, Karawala (Carahuala), Coco, Huasabane, Lakus (Lacu), Panamaka (Panamaca, na rijekama Bocay i Amaca, i gornjim tokovima rijeka Waspuk i Pispis), Pispi (Pispis), Sumo (Sumu, Mayangna), Tawahka (Tauahca) i Tunqui. Drugu podskupinu čine Ulvan (Sumu del Sur) kojoj pripadaju Kukra (Cucra), Guanexico, Prinzo, Ulva (Ulua, Ulwa; 400 1996.), Yosko (Yosco ili Yusku na rijekama Bocay, Wani, Murra, Kiwaska i Tuma). Ovim jezicima i plemenima treba pridodati i Ku ili Cu, Musutepes, Silam i Yasica ili Yasika.